# Johannes Røhme
Johannes Røhme var en norsk bokser som boksede for Sportskubben Brage.
Han vandt en guldmedalje i vægtklassen mellemvægt B i NM 1918 og NM 1919 og en 
guldmedalje i vægtklassen mellemvægt i NM 1920 og NM 1921.